# Беллфлавер (Міссурі)
Беллфлавер (англ. Bellflower) — місто (англ. city) в США, в окрузі Монтгомері штату Міссурі. Населення — 325 осіб (2020).

## Географія
Беллфлавер розташований за координатами 39°0′14″ пн. ш. 91°21′6″ зх. д. / 39.00389° пн. ш. 91.35167° зх. д. (39.003917, -91.351664).  За даними Бюро перепису населення США в 2010 році місто мало площу 1,45 км², з яких 1,45 км² — суходіл та 0,00 км² — водойми.

## Демографія
Згідно з переписом 2010 року, у місті мешкали 393 особи в 142 домогосподарствах у складі 103 родин. Густота населення становила 271 особа/км².  Було 187 помешкань (129/км²).
Расовий склад населення:
| - 94,4 % — білих - 2,3 % — чорних або афроамериканців - 0,5 % — корінних американців |

До двох чи більше рас належало 2,8 %. Частка іспаномовних становила 0,8 % від усіх жителів.
За віковим діапазоном населення розподілялося таким чином: 27,7 % — особи молодші 18 років, 60,6 % — особи у віці 18—64 років, 11,7 % — особи у віці 65 років та старші. Медіана віку мешканця становила 36,2 року. На 100 осіб жіночої статі у місті припадало 113,6 чоловіків;  на 100 жінок у віці від 18 років та старших — 113,5 чоловіків також старших 18 років.
Середній дохід на одне домашнє господарство  становив 38 673 долари США (медіана — 31 136), а середній дохід на одну сім'ю — 40 155 доларів (медіана — 34 375). За межею бідності перебувало 33,2 % осіб, у тому числі 44,3 % дітей у віці до 18 років та 38,1 % осіб у віці 65 років та старших.
Цивільне працевлаштоване населення становило 127 осіб. Основні галузі зайнятості: роздрібна торгівля — 30,7 %, виробництво — 18,9 %, освіта, охорона здоров'я та соціальна допомога — 13,4 %.